# اوبینی-او-کاین
اوبینی-او-کاین (به فرانسوی: Aubigny-aux-Kaisnes) یک کمون در فرانسه است که در ان (ا-دو-فرانس) واقع شده‌است. اوبینی-او-کاین ۳٫۷۲ کیلومتر مربع مساحت دارد.